# Karavukovo
Karavukovo (maďarsky Bácsordas) je vesnice v srbské Vojvodině, v Západobačském okruhu. Administrativně spadá pod Opštinu Odžaci. Karavukovo mělo v roce 2011 podle informací ze sčítání lidu celkem 4215 obyvatel. Má vlastní základní školu, která nese jméno po Borisavu Stankovićovi.
Západně od vesnice prochází jedno z ramen kanálu Dunaj–Tisa–Dunaj.
O původu názvu obce existuje několik teorií. Poprvé je vesnice připomínána k roku 1659 pod názvem Karauk, jako sídlo s třemi domy. V roce 1693 se pak poprvé objevuje současný srbský název Karavukovo. V roce 1772 byla vesnice přemístěna na současnou lokalitu mírně jižněji od původního sídla; dosídlila se sem řada Srbů z vesnice Paraga. Kromě Srbů zde žili ještě Maďaři a Němci (Němci byli vysídleni po druhé světové válce). Současné obyvatelstvo žije v Karavukovu z velké části od konce druhé světové války, kdy sem bylo přesídleno celkem 500 rodin z okolí města Vranje.